# 菅沼正貞
菅沼 正貞（すがぬま まささだ）は、戦国時代の武将。三河国の国衆。長篠菅沼氏6代目当主。長篠城主。長篠城を築いた菅沼元成の玄孫。

## 生涯

### 出自
三河国設楽郡に地盤を持つ菅沼氏の支族で、長篠城を有する長篠菅沼氏に生まれた。正貞の父親について『寛政重脩諸家譜』では嫡流の菅沼貞景とされるが、『浅羽本系図』では庶流の菅沼伊豆守（満直）としている。永禄12年（1569年）1月に長篠菅沼氏の先代当主であった貞景が徳川家康の遠江掛川城攻めに参陣し討死した際に、一族の満直が正貞を当主に擁立したため、正貞が長篠菅沼氏の家督を継いだ。

### 事績
当初は三河・遠江に勢力を張っていた徳川家康に従っていたが、元亀元年（1570年）12月に武田氏の武将の秋山虎繁が東美濃の岩村遠山氏の領地を通過して奥三河へ侵攻しようして勃発した上村合戦において徳川方として出陣したものの遠山氏が惨敗する様子を見て、殆ど戦わずして早く退却し、城に逃げ入った。元亀3年（1572年）10月に武田信玄による徳川領国への侵攻（西上作戦）が開始されると、菅沼氏本家・田峯菅沼定忠とその縁戚・奥平定能と共に武田氏に従った。奥三河で進退を共にする誓いを立てたこの3家は山県昌景の与力に組み込まれて山家三方衆と呼ばれ、三河方面を転戦する山県昌景・秋山虎繁の別動隊に加わり各地を転戦した。
天正元年（1573年）7月末には、武田軍が信濃国経由で帰国した間隙を衝く徳川家康によって居城・長篠城を攻囲される。この時、武田信豊を主将とした武田の救援軍が三河まで到達していたとされる。しかし、連絡路を遮断され援軍の存在を知らなかったためか、城方では、信豊たち援軍の到来を待たずして9月8日には開城降伏を選択。正貞は一命を奪われる事無く、北へ逃れて武田の援軍に合流した。ところが信豊ら援軍の諸将は、正貞が家康に内通していると疑念を抱いており、証拠物件を挙げようとする。内通疑惑は真実であったが、幸いにも証拠は出なかった。それでも、援軍諸将の疑念を晴らすには至らず、正貞の身柄は信濃小諸城にまで運ばれ、幽閉されてしまう。
正貞の幽閉後、長篠菅沼氏の家督には再び一族の満直によって弟・新兵衛尉が擁立され、11月13日付で武田勝頼に家督相続の旨を承認された。満直・新兵衛尉は武田氏滅亡後に織田重臣・河尻秀隆に降伏を申し入れたが赦されず、殺害されたという（『当代記』）。
天正10年（1582年）、正貞は織田信長の武田征伐による武田氏滅亡の前後で獄中死したとされる。正貞の妻も小諸城に軟禁されており、小諸で男子を出産したという。武田氏滅亡後、乳飲み子を伴って家康に対し赦免を要求し、容認された。その後、乳飲み子は長じて菅沼正勝と名乗り、徳川頼宣付けとなった。